# 高振鵬
高振鵬（1929年7月21日—2021年7月5日），臺灣男演員暨化妝師，生於浙江吳興（今浙江省湖州市），1949年來臺。曾獲第37屆金鐘獎單元劇男配角獎，2018年10月6日榮獲第53屆金鐘獎特別貢獻獎。

## 生平
高振鵬是家中的老么，父親是前清秀才，家境不錯。由於母親高齡得子，對他特別寵愛，親友建議應將他送至外地讀書以培養獨立生活能力，因此他到蘇州讀初中，後又至上海讀高中及大學。1949年時，高振鵬是上海大夏大學的學生，與同學看了電影《花蓮港》後，動念赴臺遊玩。在開往基隆的船上聽聞上海已被共軍攻破，自此與家中音訊中斷四十年。1988年，他攜女返鄉，始知父母與兄長皆在文革中去世，僅餘兩位姊姊。
1951年，高振鵬加入陸軍藝工隊，飾演話劇《恭禧發財》男主角「華天寶」，開啟演員生涯。是年，他參加農業教育電影公司政宣電影《惡夢初醒》拍攝，兩年後又參加《梅崗春回》攝製，後陸續參加《採西瓜的姑娘》、《山歌姻緣》等片的演出或幕後工作。他曾是陸軍裝甲兵司令部話劇隊、陸軍總司令部陸光話劇隊成員，後於中央電影公司任化妝師，並在世界新聞專科學校電影科教化妝、角色造型五年。
1963年，他以話劇《馬家塞》的「錢大通」一角，榮獲國軍文藝大競賽話劇競賽最佳男演員獎。在軍中時，他除參演中國電影製片廠攝製的軍教片外，亦固定參演中華民國國防部製作的「三軍俱樂部」（台視）、「凱旋門」（中視）、華視「勝利之路」（華視）等電視節目。1974年，他在華視電視劇《保鏢》飾演「金總管」，為台灣觀眾所熟知。1975年，他參演電視劇《寒流》，同年又演出長達四百集的中視電視劇《親情》，之後便被中視簽為基本演員。任職中視期間，曾以《移動的影子》等劇二度提名金鐘獎。
2002年，他開始演出大愛電視的電視劇，並參與慈濟基金會的公益手語劇巡演。這年年底，他以電視劇《人間友愛》的演出獲得金鐘獎單元劇男配角獎。
其子高培鈞也曾為演員，以《少年十五二十時》等劇嶄露頭角，但現已退出演藝圈。
高振鵬擔任演藝工會幹部多年，曾任理監事、總幹事、主任祕書等職。長年參與勞軍及公益活動。2013年，他在世新大學演講時表示，健康的身體、良好的適應力、敬業樂群、入境隨俗以及對戲劇的熱情是成為好演員的要素。他認為，最難演的是「床戲」，因為那是不能排練套招的。
2021年7月12日，大愛電視對外證實7月5日晚間高振鵬已於睡夢中安詳辭世，享耆壽92歲，他「活到老演到老」近70年歲月的演藝生涯至此謝幕。。

## 演出作品

### 電影
- 惡夢初醒（1951）
- 梅崗春回（1953）
- 採西瓜的姑娘（1956）
- 山歌姻緣（1965）
- 劍女幽魂（1971）
- 活閻王（1971）
- 銅頭鐵臂（1972）
- 潮州大兄（1972）
- 擂台（1972）
- 糊塗大將軍（1973）
- 剋星（1973）
- 潮州怒漢（1973）
- 咖啡，義酒，檸檬汁（1974）
- 愛的奇蹟（1974）
- 雙龍屠虎（1974）
- 鐵牛伏虎（1974）
- 鬼風吹（1974）
- 包公奇案（1975）
- 最後的一吻（1975）
- 邪魔（1975）
- 正宗保鑣（1975）
- 獨臂拳王勇戰楚門九子（1976）
- 保鑣（1976）
- 閃電騎士大戰地獄軍團（1976）...地獄大使
- 血連環（1977）
- 家有十二個媳婦（1978）
- 城隍爺（1978）
- 戰天山（1978）
- 龍拳蛇手鬥蜘蛛（1978）
- 三鬥鶴觀音（1979）
- 誤我青春三十年（1979）
- 紅衣喇嘛（1979）
- 勝利者（1979）
- 斷指老么（1979）
- 孽種（1980）
- 明天只有我（1980）
- 難忘鳳凰橋（1980）
- 就是溜溜的她（1980）...利華企業工程公司經理
- 夜夜磨刀的女人（1980）
- 遊方和尚（1980）
- 洪拳與佛掌（1980）
- 邪妻（1981）
- 媽！不要死在我背上！（1981）
- 職業兇手（1981）
- 王牌大老千（1981）
- 女王蜂（1981）
- 誰是無業遊民（1982）
- 黑市夫人（1982）
- 賣命邊緣（1982）
- 沙煲兄弟（1982）
- 酒色財氣（1982）
- 私生子（1982）
- 誰人了解我（1983）
- 鄉下阿郎（1983）
- 國中十四章（1983）
- 咖啡女郎（1984）
- 北海雙仙戲烏龍（1984）
- 龍發威（1985）...村長
- 何姨十三金釵（1986）
- 大蛇王（1987）
- 驚天大盜（大盜李師科，1988）
- 兄弟珍重（大哥大續集，1990）...鐵工廠員工
- 冬之祭（1991）
- 零時十分（1991）
- 上海來的終結者（1992）
- 歸去來兮（1992）
- 賭命夕陽（1992）
- 婚禮中的槍聲（1992）
- 追魂傘（1992）
- 販母案考（1992）
- 瘋狂女殺手（1992）
- 黑獄群龍會（1992）
- 賭命夕陽（1992）
- 血槍淚影（1993）
- 五魁（驗身，1993）
- 亡命狙擊（1994）
- 春風少年（1994）
- 黑玫瑰（1994）
- 毛澤東（1994）
- 總統的故事（1995）
- 我的天才夢（1995）
- 聖母瑪麗亞（1995）
- 南京1937（1995）...管家
- 忠魂（1996）
- 威龍保鏢（1996）
- 夕陽無限好（1996）
- 赤色玫瑰（1997）
- 豪門聖女（1997）
- 楊貴妃（1998）
- 小雨之歌（2002）
- 深海尋人（2008）...蘇見誠
- 台灣水菓王（芭拉的故事，2007）
- 向日葵（2010）

### 電視電影
- 戲人生（2018/04/22）大愛電視台
- 無家女孩（2019/04/14）公共電視台

### 電視劇
- 包青天（1974）
- 保鑣（1974）
- 寒流（1975）
- 親情（1975）
- 香妃（1975）
- 戰國風雲　（1980）...杜成
- 挑戰　影子戲（1981）
- 疑雲滿樓（1982）...賀仰天
- 相思萬里心（1982）
- 移動的影子（1982）
- 書劍千秋 （1984）
- 牽情（1985）
- 一代女皇（1985）...袁天綱
- 一代公主（1985）
- 珍珠傳奇（1987）
- 大野英豪（1987）
- 陳圓圓（1988）
- 新西遊記（1990）...胡掌櫃
- 雪山飛狐（1991）...無嗔
- 童話世界（1992）
- 媽媽帶我嫁（1992）
- 瀟洒少年行（1992）
- 木棉花的春天（1992）
- 親蜜劇場（1992）
- 劉伯溫傳奇 偷天換日（1992）...巡察使
- 也是探親（1992）
- 綠色的陽光（1993）
- 孝的故事（1993）
- 淚諫（1993）
- 包青天（1993）
- 秦俑（1994）...徐福
- 地久天長（1994）
- 青蓮花（1995）
- 水晶花（1995）
- 台北屋簷下（1995）...棋友
- 今宵花月夜（1995）
- 三國英雄傳（1995）
- 至聖鮮師（1995）
- 人海孤鴻（1995）
- 社會小百科（1995）
- 愛在人間（1995）
- 烤蕃薯的回憶（1996）
- 患難（1996）
- 天師鍾馗（1996）
- 家是一窩豬（1997）
- 生生世世情（1997）
- 姻緣花（1997）
- 布袋和尚（1997）
- 台灣靈異事件 生人勿近（1997）...周父
- 台視 金獎劇場 嗨！紅包場...老蕭
- 台視 台灣第一劇場 鏡子...李將軍
- 康熙大帝（1997）
- 還好我們還沒結婚（1997）
- 星座女人系列 雙子座 -給我一個好男人（1997）
- 惡靈入侵（1998）
- 全家都是寶（1998）
- 布袋和尚 第四單元：六月雪（1998）...劉知縣（劉大富）
- 誰是大老婆（1998）
- 鶯歌黑寡婦（1998）
- 法中情（1998）
- 租妻案（1998）
- 民視 台灣作家劇場 - 黑皮與白牙 飾 古爺爺
- 達摩（1999）
- 戀戀情深（1999）
- 天才老爹妙偵探（1999）
- 藍色蜘蛛網 （1999）
- 玫瑰瞳鈴眼 橫財七千億...夏清安
- 玫瑰瞳鈴眼 癡情女郎中...賴建祺（片頭：賴健宏）
- 花系列 孽女花（1999）...杜父
- 祝你幸福（1999）
- 梁祝 （1999）
- 我們一家都是寶（1999）
- 自在步紅塵（1999）
- 青春護照：社區巡邏隊（1999）
- 天帝（1999）
- 絕代雙驕（1999）...神錫道長
- 祝你幸福（2000）
- 一家之鼠（2000）
- 秋天的童話（2000）
- 萬人情婦（2000）
- 生命之旅（2000）
- 搶錢家族（2000）
- 小人物送大愛（2000）
- 阿扁與阿珍（2000）
- 青春運轉走（2000）
- 陽光大地（2000）
- 愛變情迷（2001）
- 寂寞的十七歲（2001）
- 守法務實尊駕駛（2001）
- 煙雨江南（2001）
- 人間友愛（2002）
- 大愛一條街（2002）
- 鏡子（2002）
- 冤家拼親家（2002）...吳瑞祥
- 愛在蔓延（王爺的家，2003）
- 望海（2003）
- 無處不在（2004）
- 擺渡（2004）
- 愛在雲端（2004）
- 雙璧傳說（2005）
- 真命天女（2005）
- Q狼特勤組（2005）
- 關山系列　我們是一家人（2006）
- 花蓮春暖（2006）
- 白色巨塔（2006）
- 面具（2007）
- 關山系列　晚晴（2008）...楊魚生
- 新芽（2008）...李魯傑
- 牽牛花開的日子（2008）...元叔
- 敲敲愛上你（2008）...高秘書
- 我在1949，等你（2009）...老方
- 台九線上的愛（2009）...張鳳岡
- 春風伴我行（2009）...楊老師
- 幸福三顆星（2011）...陶阿公
- 峰迴青春路（2011）...朱爺爺
- 真愛找麻煩（2011）...阿公
- 慈悲的滋味（2012）...郭去塵
- 真愛趁現在（2012）...康天賜
- 双全（2013）...武双全朋友
- 有愛一家人（2013）...羅裕程
- 三朵花純理髮（2013）
- 媽咪的男朋友（2014）...麵店老闆
- 再說一次我願意（2014）...向德海
- 惡作劇之吻（2016）...白莎穗祖父
- 望月（2017）...秦伯伯
- 稍息立正我愛你（2017）...少曦曾曾祖父
- 魔幻對決（2017）...何育直
- 炮仔聲（2018）...葉青松
- 天橋上的魔術師（2021）...老張，世界點心老闆，小八養父

## 幕後工作作品
- 彭公奇案　怪俠歐陽德（1969，化妝）
- 新娘與我（1969，化妝）
- 龍虎風雲（1970，化妝）
- 鐵牛伏虎（1974，副導演）

## 外部連結
- 高振鵬在互联网电影资料库（IMDb）上的資料（英文）（英文）
- 高振鵬在香港影庫上的簡介
- 高振鵬在时光网上的簡介（简体中文）